# جوستين توشيكي كينجو
جوستين توشيكي كينجو (22 فبراير 1997 بأوكيناوا في اليابان - ) هو لاعب كرة قدم أمريكي وياباني في مركز الوسط.

## روابط خارجية
- جوستين توشيكي كينجو على موقع رابطة كرة القدم اليابانية للمحترفين (اليابانية)
- جوستين توشيكي كينجو على موقع قاعدة بيانات كرة القدم.إي يو (الإنجليزية)
- جوستين توشيكي كينجو على موقع Soccerway.com (الإنجليزية)
- جوستين توشيكي كينجو على موقع عالم كرة القدم.نت (الإنجليزية)